# Calypogeia obovata
Calypogeia obovata là một loài rêu trong họ Calypogeiaceae. Loài này được R.M. Schust. mô tả khoa học đầu tiên năm 1978.